# تومي كامبل (لاعب كرة قدم أمريكية)
تومي كامبل (بالإنجليزية: Tommy Campbell)‏ هو لاعب كرة قدم أمريكية أمريكي، ولد في 30 ديسمبر 1947 في نيويورك في الولايات المتحدة.